# Pfarrzentrum Kranebitten

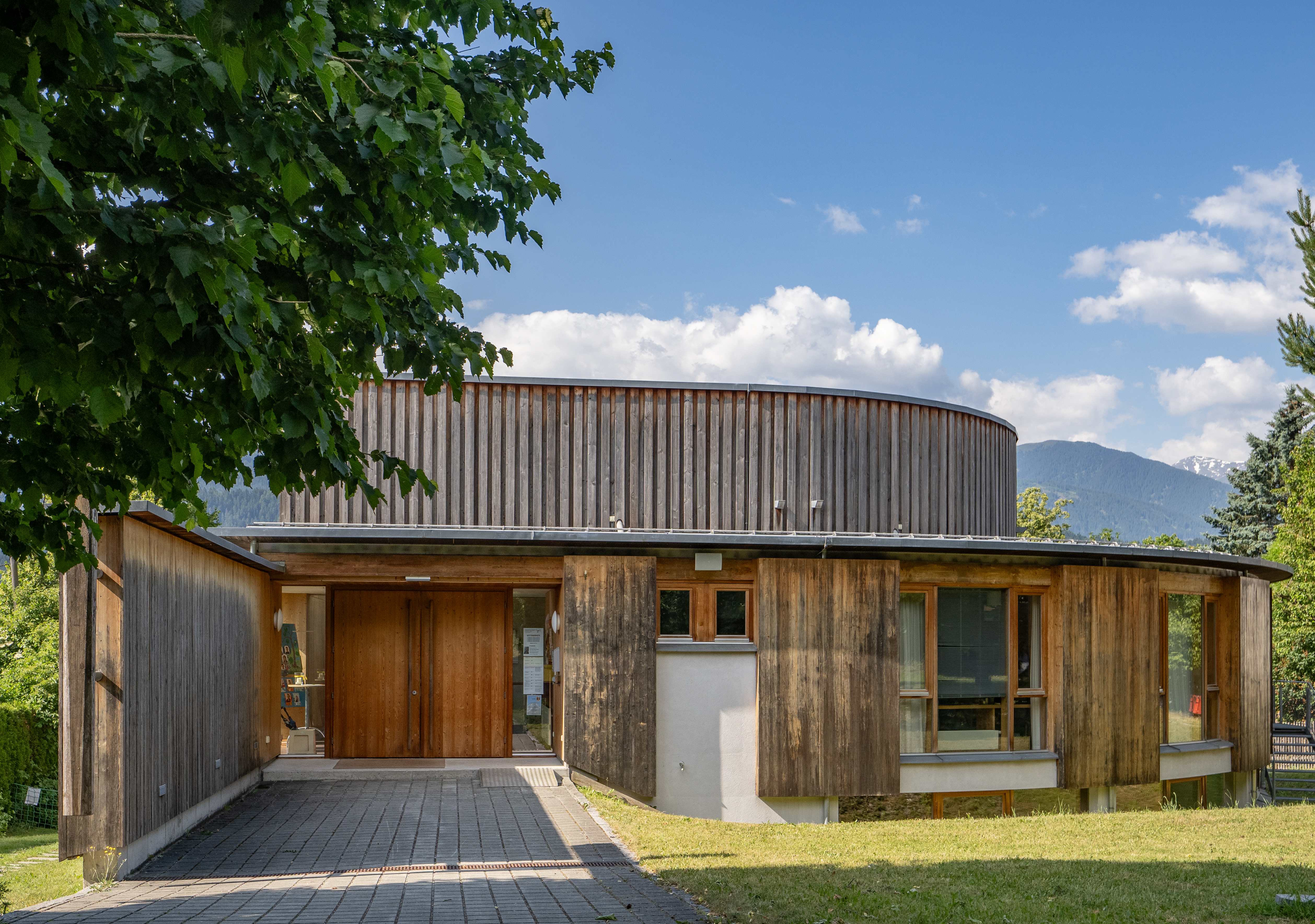
Pfarrzentrum Kranebitten

Das römisch-katholische Pfarrzentrum Kranebitten steht abgesetzt hinter der Alten Filialkirche Kranebitten an der Kranebitter Allee im Stadtteil Hötting in Innsbruck. Die dem Patrozinium Mariä Heimsuchung unterstellte Pfarrkirche gehört zum Dekanat Innsbruck in der Diözese Innsbruck. 

## Geschichte
1989 wurde nördlich der alten Kirche eine Baracke als Notkirche als Seelsorge-Außenstelle der Pfarrkirche Allerheiligen aufgestellt. Gleichfalls nördlich wurde 2001/2002 nach den Plänen der Architekten Markus Illmer und Günther Tautschnig das moderne Pfarrzentrum mit der Pfarrkirche errichtet. Mit 1. September 2002 wurde die Kirche zur Pfarrkirche erhoben.

## Architektur
Das Pfarrzentrum steht eingebettet zwischen Wohnbauten hinter der Alten Kirche an der Durchfahrtsstraße, eine mittig gelegene Grünzone bildet einen natürlichen Pfarrplatz.
Bedingt durch eine leichte Neigung des Grundstückes wurde der Eingang in die Kirche über einen gepflasterten Weg entlang der Mauerwand in den Norden gelegt. Das Portal aus Holz ist gläsern umrahmt. Das ganze Pfarrzentrum bildet einen Zylinderbau, wovon der Eingangsbereich und der Kirchenchorbereich abweichen. Im Foyer wird die massive Ummantelung der Kirche mit Glaselementen aufgebrochen.
Der zylingerförmige Zentralraum hat mittig den Altarraum, verstärkt durch eine halbkreisförmige Apsiswand aus Stahlbeton. Durch das Gebäude ziehen sich insgesamt vier Kreisbogenabschnitte, wie Schalen von immer weiterem Umgang, die den Zentralraum, den Pfarrsaal, den Stiegenaufgang, die Gruppenräume und die Sanitärräume einordnen. Eine Betonbodenplatte und acht schlanke Stahlbetonsäulen tragen die Dachkonstruktion, die Wände bilden selbsttragende Holztafelkonstruktionen mit gekrümmten Einzelelementen. Die Kirche ist innen wie außen mit Lärche vertäfelt.
Der Zentralraum hat einen Boden aus Schieferplatten und drei kreissektorförmige Kirchenbankreihen aus dem Holzwerkstoff Oregon gebogen und schichtverleimt. Die Lichtführung im Zentralraum erfolgt über ein kreisförmiges umlaufendes schräg geneigtes Oberlichtband und mittig über dem Altar mit einem runden Oberlichtfenster.

## Einrichtung
Die liturgischen Orte Altar, Ambo, Tabernakel und Taufstein befinden sich im Kreissektor von der Mitte zur Apsiswand.
Beim Betreten des Kirchenraumes sieht man eine barocke Madonna an der Kirchenwand. An der Altarwand steht eine spätromanische Kreuzigungsgruppe. Die Künstlerin Hilde Chistè schuf einen mehrteiligen Bilderzyklus Der Geist des Herrn erfüllt das All.